# Star Trucks

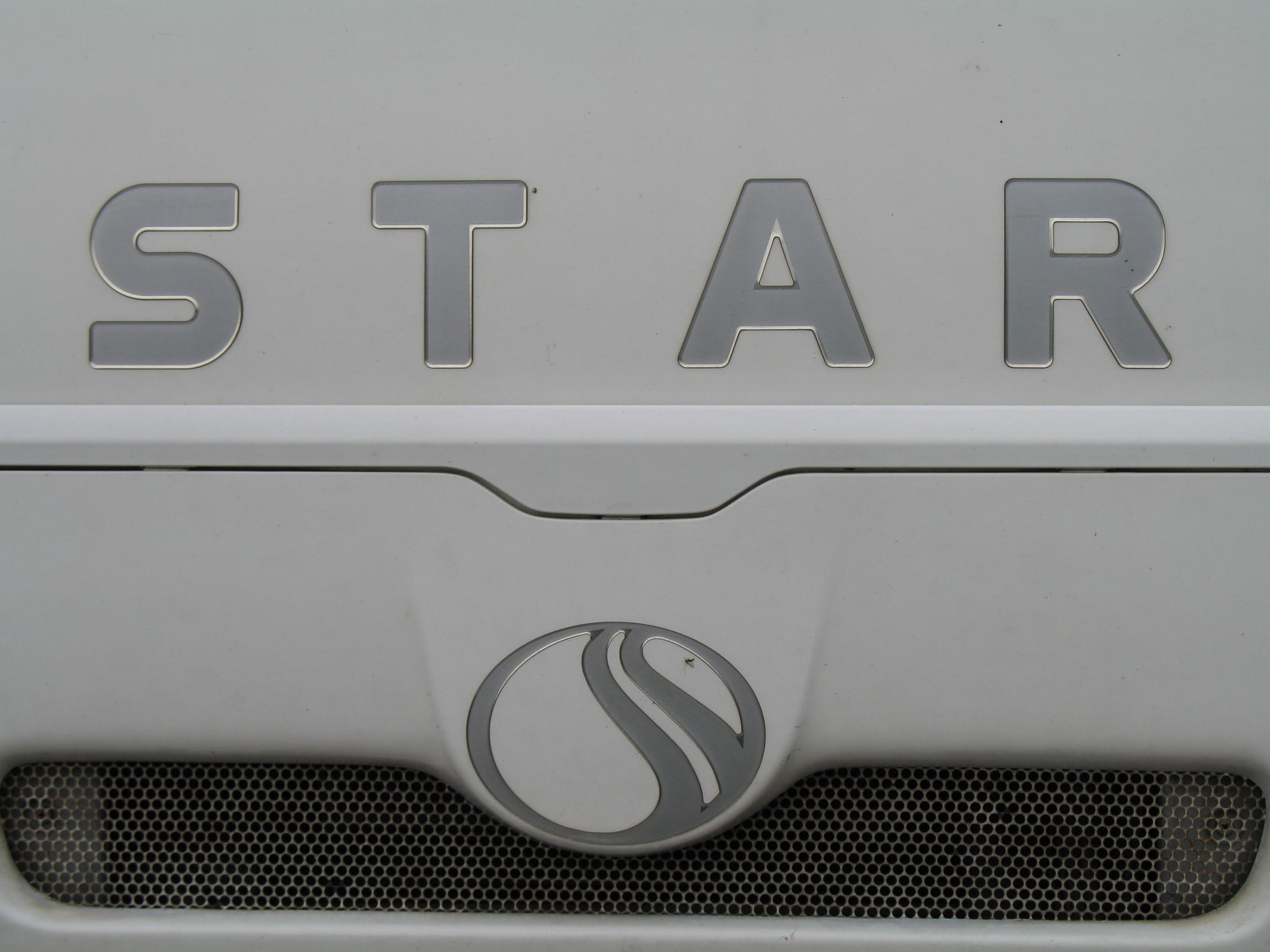
Nach der Privatisierung verwendetes Logo auf einem Kühlergrill

Star ist ein polnischer Nutzfahrzeughersteller. Der Name leitet sich vom ursprünglichen Werkssitz in Starachowice ab.

## Geschichte
Bereits 1920 entstand in Starachowice der Vorläufer des späteren Unternehmens FSC Star, das zunächst Fahrgestelle und Armaturen für Lilpop, Rau & Loewenstein herstellte. Nach dem Zweiten Weltkrieg begann man 1948 mit der Produktion der ersten vollständig selbst entwickelten Nutzfahrzeuge, die schließlich unter dem Markennamen Star verkauft wurden. Die bekanntesten Modelle waren Star 20, 25, 28, 66, 200 sowie die allradgetriebenen Star 244 (4x4) und der für die polnischen Streitkräfte konstruierte Star 266 (6×6). Das dreiachsige Militärfahrzeug Star 660 bildete 1979 die Basis für das erste verwendete Papamobil für die Reise von Papst Johannes Paul II. nach Polen.
Bereits 1962 verließ der hunderttausendste LKW aus dem Hause FSC Star die Werkshallen, die Jahresproduktion betrug zu dieser Zeit 12.000 Stück. Eine Besonderheit war seinerzeit, dass sämtliche Bauteile der LKW aus Polen direkt bezogen wurden, Importe waren nicht erforderlich. Der ab 1976 in Serie gebaute mittelschwere Lkw Star 200 hatte einen Sechszylinder-Diesel-Saugmotor Typ 359 mit Direkteinspritzung und 150 PS Leistung, der in Polen und in Kooperation mit NAMI und AVL entwickelt und in Polen gebaut wurde.
Nach dem politischen und wirtschaftlichen Systemwechsel 1989 wurde FSC Star, wie die inländische Konkurrenzmarke Jelcz, privatisiert und von der Firmengruppe des Industriellen Sobiesław Zasada übernommen. In der Folge wurde das Unternehmen in die Star Trucks Sp. z o. o. und die an der Börse notierte Inwest Star SA aufgespalten. 1999 übernahm der deutsche Konzern MAN SE das Unternehmen. 2003 erfolgte der Umzug der Firmenzentrale nach Sady, die Umfirmierung der Gesellschaft in MAN Star Trucks & Busses Sp. z o. o. und der vermehrte Einsatz von Technik aus dem Hause der MAN SE.
Im Jahr 2009 wurde die Herstellung nach 631.500 produzierten Nutzfahrzeugen unter dem eigenen Markennamen Star eingestellt. Das Unternehmen produziert seitdem nur noch unter den Markennamen MAN und Neoplan Nutzfahrzeuge.

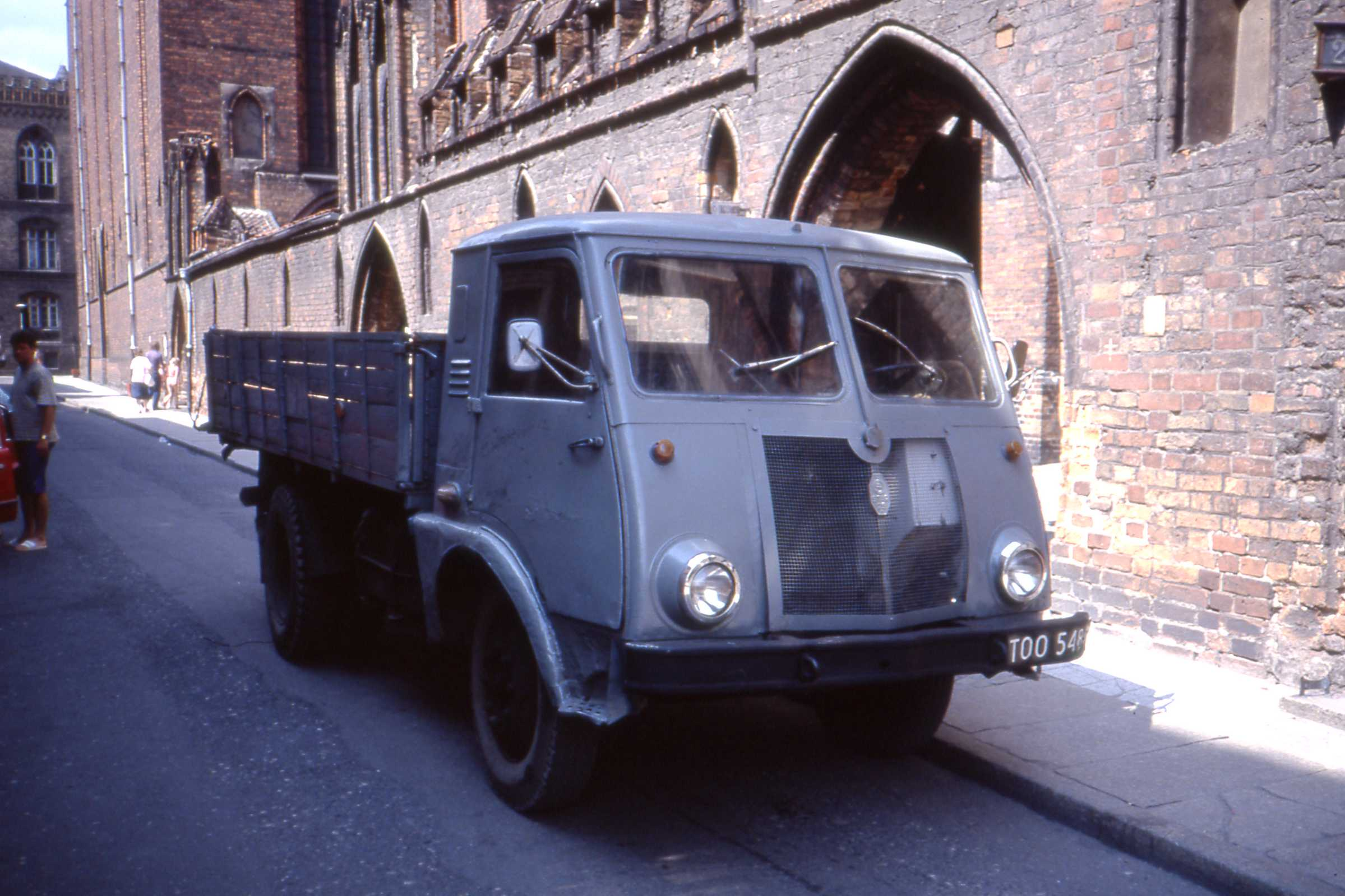
Star 25
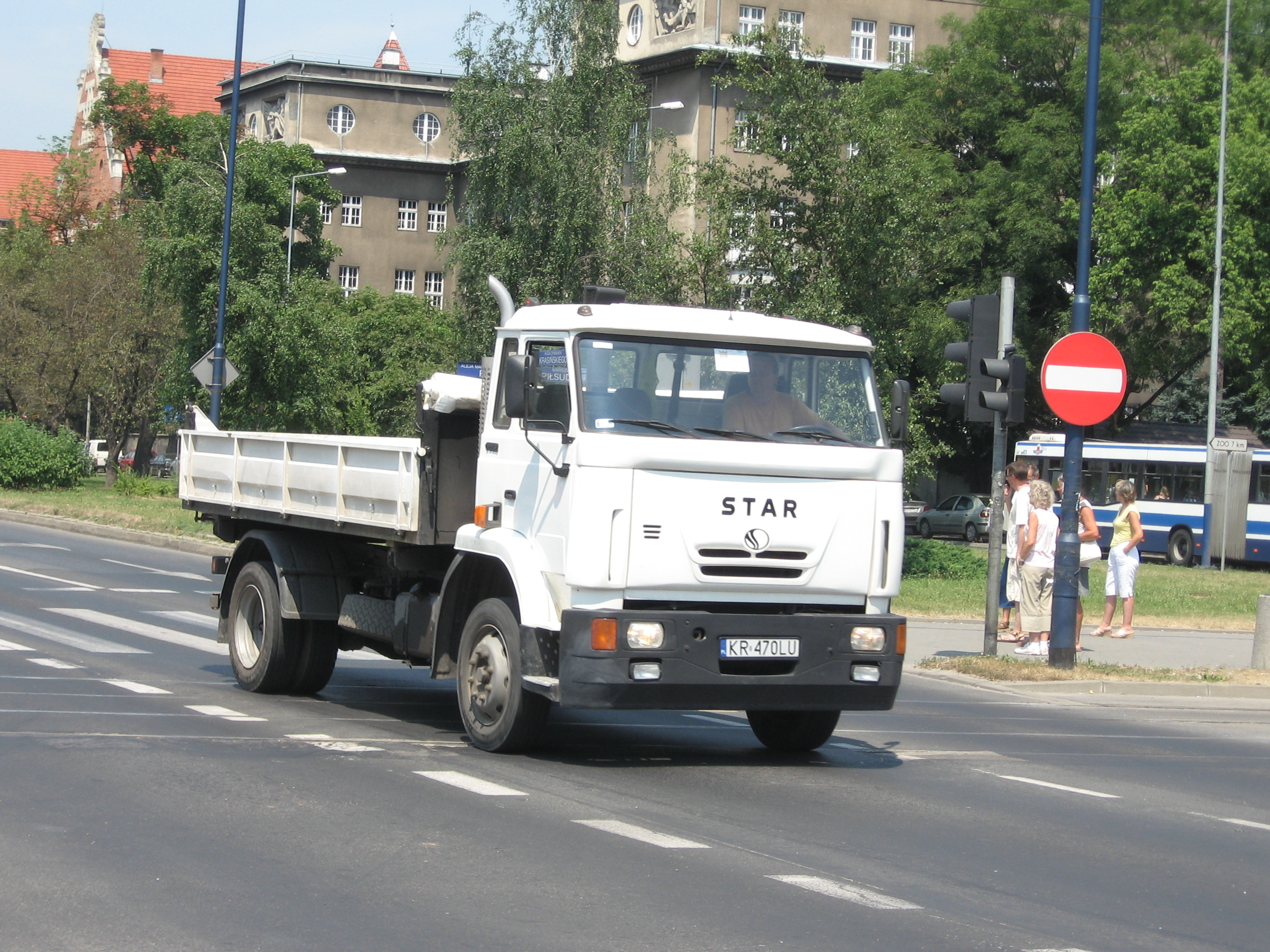
Star 1142
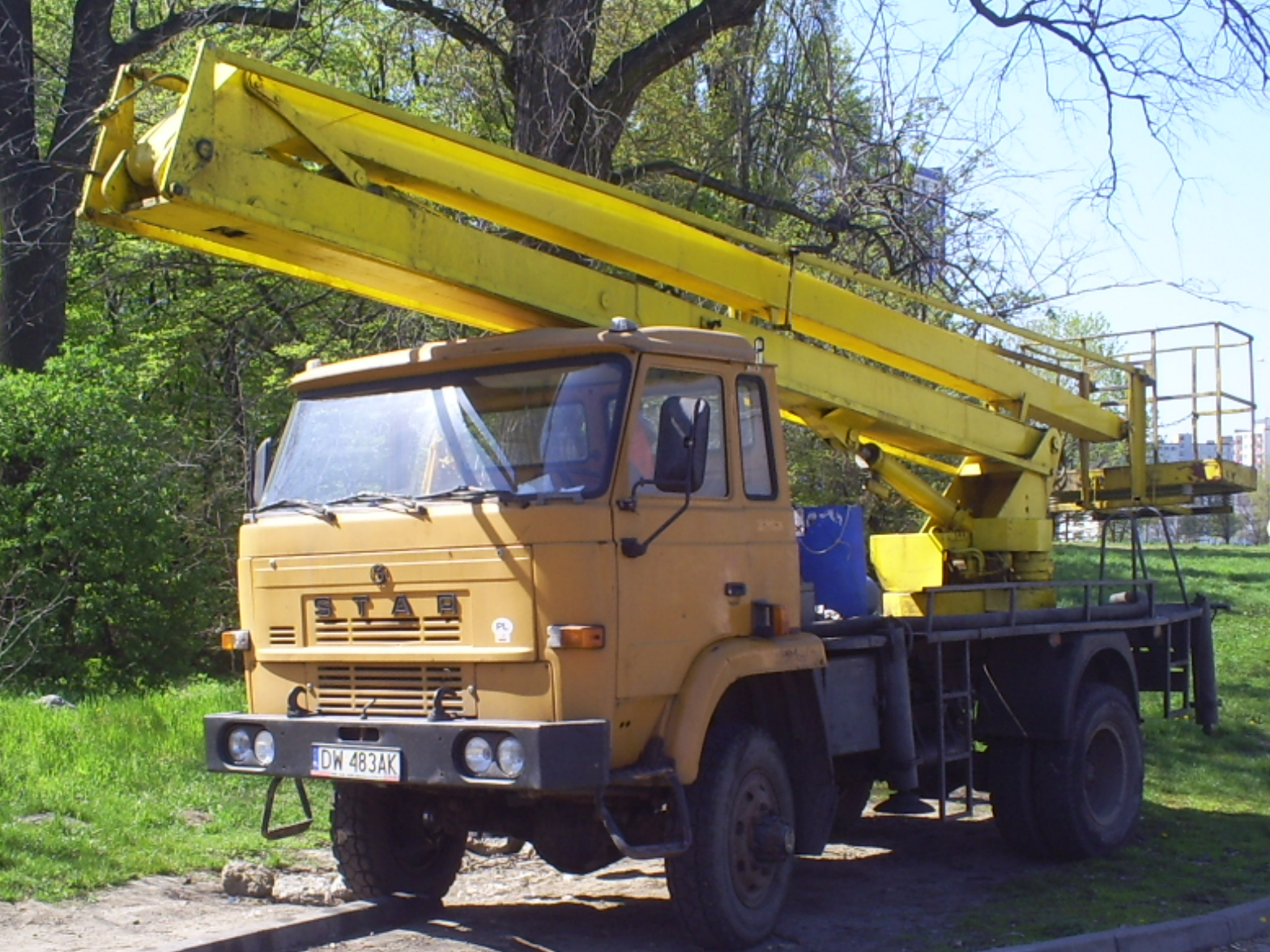
Star 244 (4×4)
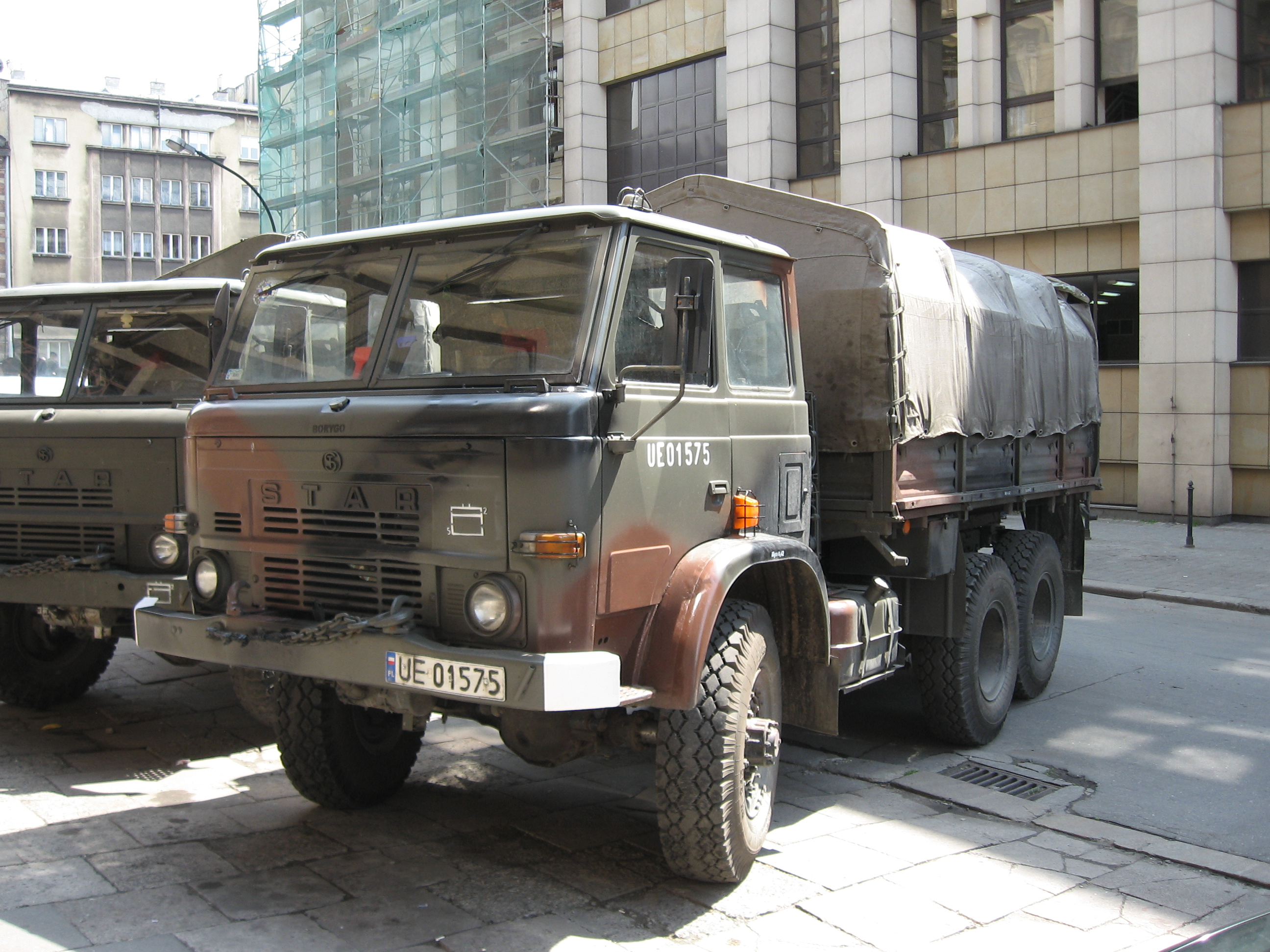
Star 266 (6×6) der polnischen Armee
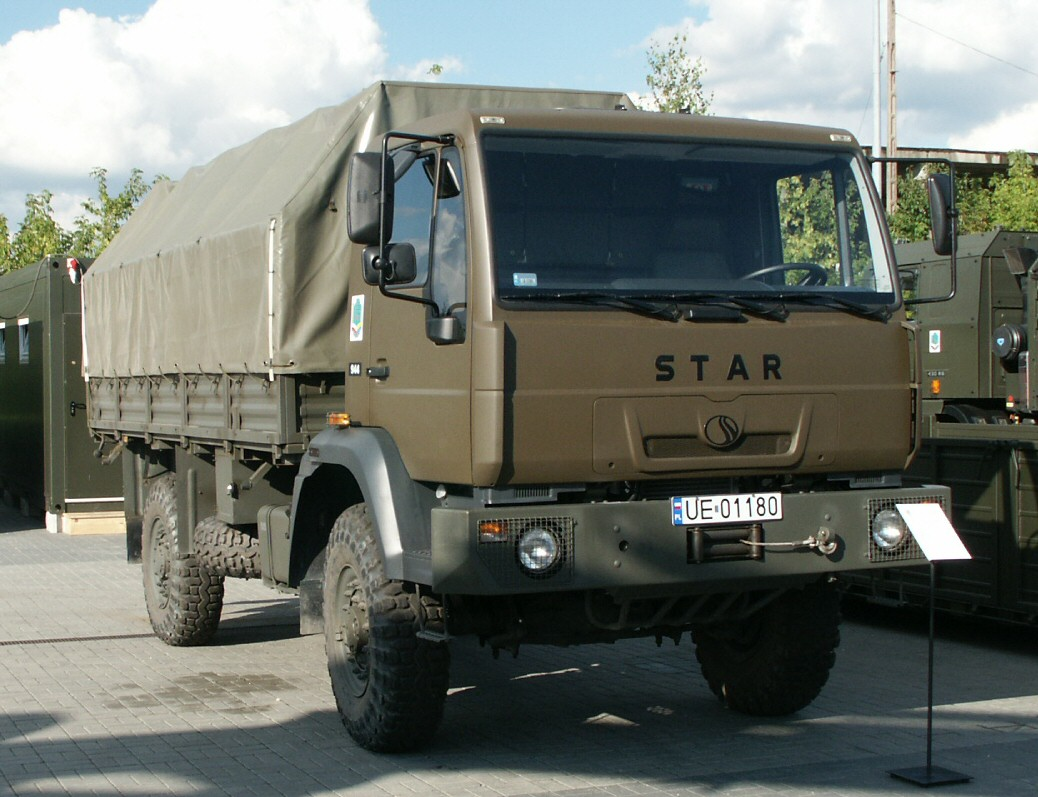
Star 944
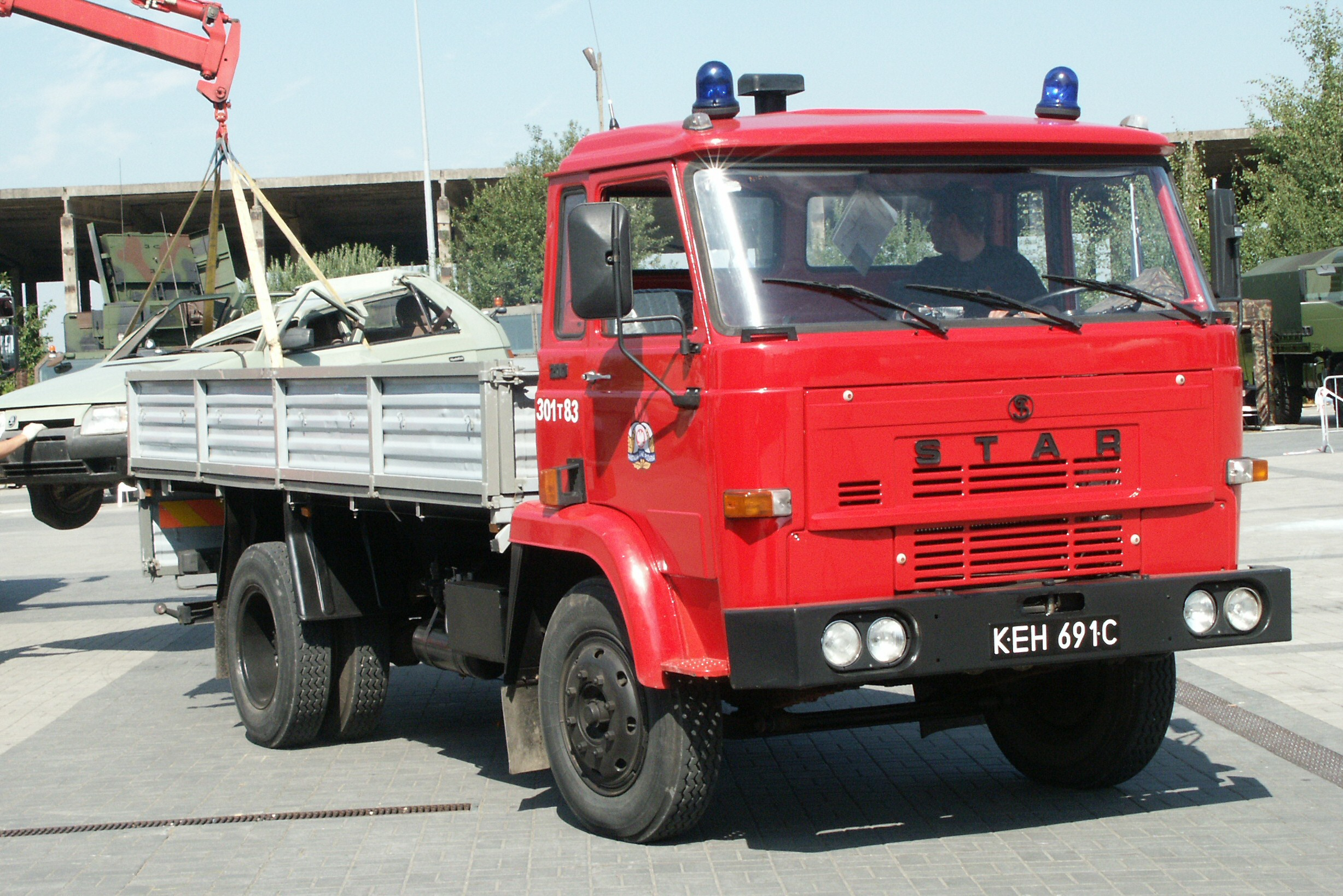
Star 200
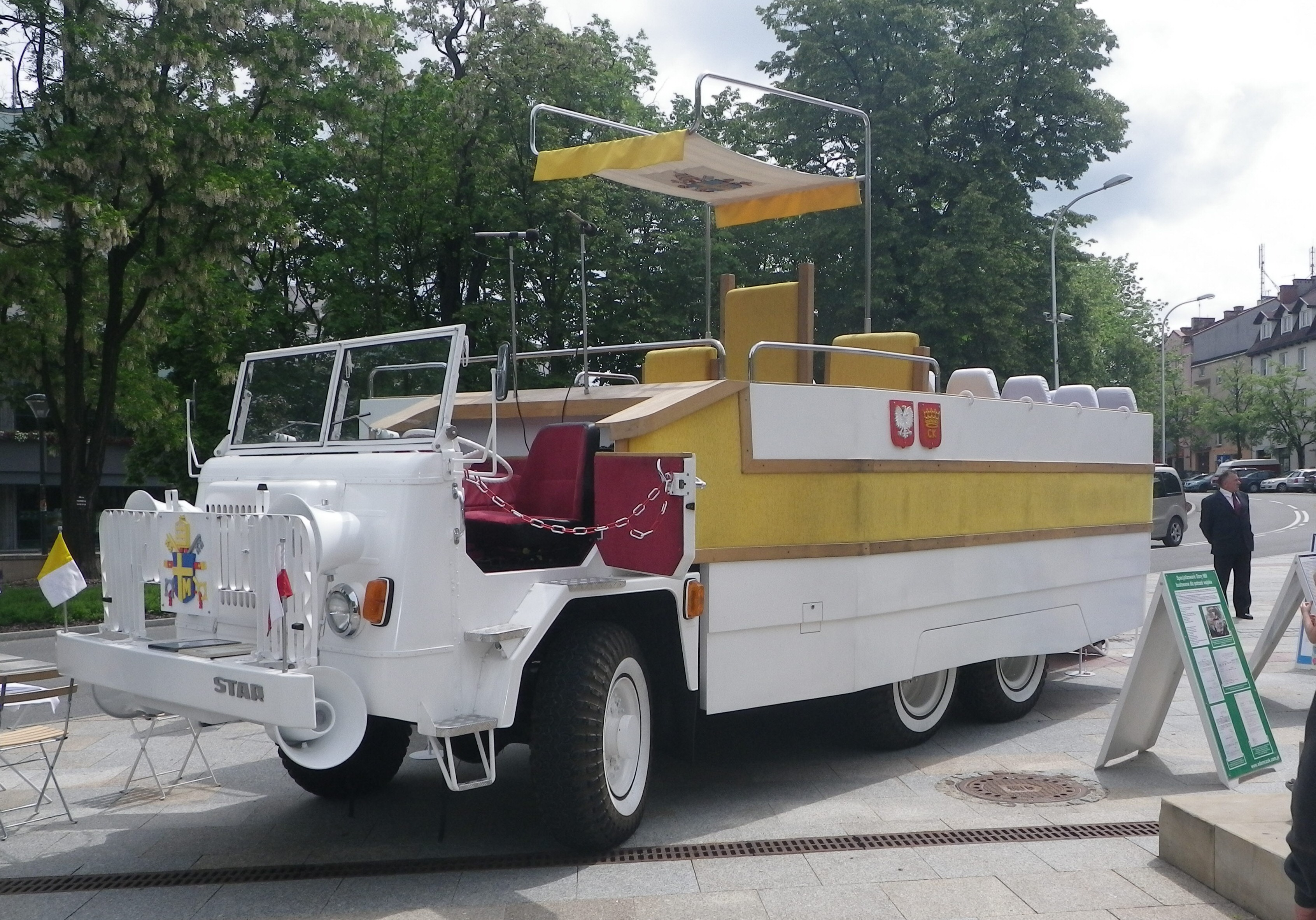
Papamobil auf Basis eines Star 660

## Fahrzeugtypen
- Star 20
- Star 25
- Star 28